# Noemi Cesarano
Noemi Cesarano (Nápoles, 14 de julio de 2003) es una deportista italiana que compite en natación, especialista en el estilo libre. Ganó una medalla de bronce en el Campeonato Europeo de Natación de 2022, en la prueba de 4 × 200 m libre mixto.

## Palmarés internacional
| Campeonato Europeo | Campeonato Europeo | Campeonato Europeo | Campeonato Europeo    |
| Año                | Lugar              | Medalla            | Prueba                |
| ------------------ | ------------------ | ------------------ | --------------------- |
| 2022               | Roma (Italia)      | Medalla de bronce  | 4 × 200 m libre mixto |